# Phallusia julinea
Phallusia julinea är en sjöpungsart som beskrevs av Sluiter 1915. Phallusia julinea ingår i släktet Phallusia och familjen Ascidiidae. Inga underarter finns listade i Catalogue of Life.